# Bangued
Bangued è una municipalità di prima classe delle Filippine, capoluogo della provincia di Abra nella Regione Amministrativa Cordillera. Bangued è formata da 31 baranggay:
- Agtangao
- Angad
- Bañacao
- Bangbangar
- Cabuloan
- Calaba
- Cosili West (Buaya)
- Cosili East (Proper)
- Dangdangla
- Lingtan
- Lipcan
- Lubong
- Macarcarmay
- Maoay
- Macray
- Malita
- Palao
- Patucannay
- Sagap
- San Antonio
- Santa Rosa
- Sao-atan
- Sappaac
- Tablac (Calot)
- Zone 1 Pob. (Nalasin)
- Zone 2 Pob. (Consiliman)
- Zone 3 Pob. (Lalaud)
- Zone 4 Pob. (Town Proper)
- Zone 5 Pob. (Bo. Barikir)
- Zone 6 Pob. (Sinapangan)
- Zone 7 Pob. (Baliling)

## Geografia e clima
La municipalità di Bangued non ha sbocchi sul mare ed il territorio si estende prevalentemente in direzione nord-sud ed è tagliato al centro dall'ampio fiume Abra. L'area è caratterizzata da una zona bassa e pianeggiante (30 m s.l.m.) circondata da alture abbastanza elevate che raggiungono i 300 m nella zona meridionale e superano i 1.000 m nella zona settentrionale. Il territorio di Bangued è parte del Parco nazionale di Cassamata Hill, creato nel 1974 dall'allora Presidente delle Filippine Ferdinand Marcos. Bangued è sede della Diocesi di Bangued.
Il territorio di Bangued confina con la Provincia di Ilocos Norte e dalle municipalità di Danglas, Langiden, La Paz, Peñarrubia, Pidigan, San Isidro e Tayum.
Bangued dista 408 km da Manila ed è collegata al resto del Paese da tre strade nazionali: la Abra-Ilocos Sur National Road ad ovest, la Abra-Kalinga Road a nord-est e la Abra-Ilocos Norte Road a nord.
Il clima è tipicamente tropicale, caratterizzato da due stagionalità marcate: una secca tra novembre ed aprile e una umida nel resto dell'anno. La ventilazione è prevalentemente in direzione NE-SW ma durante il periodo estivo ed in assenza di perturbazioni, il vento soffia spesso in direzione N-S o E-O.

## Economia
L'economica della città è principalmente legata all'agricoltura, che occupa circa 2 700 ettari, ovvero il 45% del territorio: prevalente la presenza di riso, granturco, ortaggi, legumi, tabacco, canna da zucchero e cocco. All'agricoltura si aggiungono attività commerciali e industriali svolte dai molti cinesi che occupano la parte centrale della città.
Nonostante il reddito medio annuo della popolazione sia superiore a quello medio della provincia stimato in 30 000 pesos (circa 600 euro), la maggior parte dei nuclei familiari, soprattutto nei quartieri più depressi e periferici, sono da considerarsi ancora al di sotto della soglia di povertà.